# 文転
文転（ぶんてん）とは、理系課程で学ぶ者が、文系課程の専攻に鞍替えする行為を言う。
日本では、高校時点で自らの意思で理数系コースに進級した生徒が、理数系の数学等でつまずきはじめ、大学受験時に志望する学部を、理科系学部ではなく文科系学部にて受験する、といった消極的ニュアンスであることが多い。逆の事例は理転と呼ばれるが、一般的に理転をするには、現在の高等学校のカリキュラムでは困難を伴う場合が多いとされている。（以下を参照）

## 高等学校における文転
日本の普通高校教育課程では、高校2年時或いは3年時に生徒自身の決断によって、理科や数学の多い理系コース、或いは英語、国語や社会等文科系科目の多い文系コースに進級する。高校によって違いはあるものの、学力、特に理数系の科目で苦手意識を持つに至った生徒が文系コースを選ぶなど消極的な選択理由も多い。
日本の多くの高校ではカリキュラム上理系コースに進んだ場合、理科の4科目である物理・化学・生物・地学の中から少なくとも2科目課され、数学は文系では履修しない数学III（微分積分、確率・統計）などが課される。1989年までは理系の数学IIでは教科書は基礎解析と代数幾何といった2つの教科書を使用していた。そして物理学の力のモーメントも、1992年の学習指導要領で復活。そのためかなりの急ピッチで理数系の授業をせざるを得ないため、その段階で特に物理、数学等でつまずく者が少なからず生ずる。
高校次第では一旦理系コースに進級すると文系コースへの変更が認められないことが多くあり、彼等は理系コースでの理数系授業中に自発的に文系科目の勉強を行う（仮面文転）ため、大学は文系学部に進学してゆく。
コース分けが早過ぎるため、文系コースで学んだ者による商社等で要求される最低限度の科学技術に対する無知、無理解や理系コースで学んだ者による英語、国際情勢等に対する無知、無関心がしばしば実社会で弊害となっている。更に、高校での理系コース時点から学ぶ数学や物理等の授業のスピードが速すぎたり、文系コースでは、大学受験のために、歴史等の社会科で膨大量の無意味な年号丸暗記教育がなされる弊害がある。
文系の私立大学は受験科目で地歴公民の代わりに数学を選択することが可能な学部（経済・商学系統など）を設置しているところがほとんどであり、数学が苦手な元理系の受験生でも歴史科目と比較するとより短期間での習得が容易な政治・経済や地理を受験することが可能な大学もある。

### 他分野において学位を取得した著名人（再入学含む）
- 吉田茂- 第45・48・49・50・51代内閣総理大臣。東京物理学校（東京理科大学の前身）を中退し、学習院大学科、東京帝国大学法科大学を経て政治家に進む。
- 千住明 - 作曲家。慶應義塾大学工学部（現理工学部）を中退し、東京芸術大学音楽学部作曲科に進む。
- 新井和広 - 歴史学者。埼玉大学工学部から、ミシガン大学大学院近東研究学科に進学。慶應義塾大学教授。
- 新井将敬 - 政治家。東京大学理科一類から同大学文科一類（当時は現在の文科一類と文科二類に相当する）に再入学し、経済学部に進む。のち自殺。
- 五十嵐一 - 中東・イスラーム研究者。東京大学理学部数学科から東京大学大学院博士課程美学芸術学を修了。筑波大学助教授在職中殺害された。
- 伊藤和行 - 科学史家。北海道大学理学部卒業後、京都大学文学部教授となった。
- 伊藤茂昭 - 弁護士。新潟大学医学部を中退し中央大学法学部に進学。元日本弁護士連合会副会長。
- 伊藤宗彦 - 経営学者。名古屋大学工学部卒業。神戸大学大学院経営学研究科修了。神戸大学名誉教授。
- 植田和男 - 経済学者。東京大学理学部卒業後、東京大学経済学部に学士入学。日本銀行総裁。東京大学名誉教授。
- 宇沢弘文 - 経済学者。東京大学理学部卒業後、スタンフォード大学で経済学に転じる。東京大学名誉教授。
- 大森荘蔵 - 哲学者。東京帝国大学理学部物理学科を卒業後、東京大学哲学科に進む。東京大学名誉教授。
- 小川英次 - 経営学者。名古屋大学工学部卒業後、名古屋大学経済学部に進学。名古屋大学名誉教授。
- 小川哲 - 小説家。東京大学を理科一類で入学したが、大学三年の時に理系から文転。
- 丘山新 - 京都大学理学部物理学科卒業後、東京大学大学院人文科学研究科印度哲学専攻修士課程に進学し修了。浄土真宗本願寺派総合研究所所長、中央仏教学院学院長。
- 岡田章 - 経済学者。東京工業大学数学科卒業後、大学院で経済学に転じた。元日本経済学会長。
- 小黒一正 - 経済学者。京都大学理学部物理学科卒業。一橋大学大学院経済学研究科修了。法政大学教授。
- 風間計博 - 文化人類学者。東北大学理学部卒業。総合研究大学院大学文化科学研究科修了。京都大学教授。
- 勝田有恒 - 法学者。旧制七高理科から、一橋大学法学部に進む。
- 河竹登志夫 - 演劇評論家。東京大学理学部卒業後、早稲田大学第一文学部演劇科を卒業。
- 河瀬季 - 弁護士、弁護士法人モノリス法律事務所代表弁護士。東京理科大学工学部建築学科卒業。在学中よりITエンジニア、ITライター、ITベンチャー企業の経営なども経験するが、その後東京大学大学院法学政治学研究科を修了。司法試験を受け弁護士に転身。
- 川津祐介 - 俳優。慶應義塾大学医学部から同大学経済学部に編入。
- 小林彰太郎 - 自動車評論家。旧制成蹊高校理科1類から文科に編入。東京大学経済学部に進学。
- 小林剛也 - 官僚。東京水産大学を中退。早稲田大学政治経済学部卒業。
- 小林亜星 - 作曲家。慶應義塾大学医学部から同大学経済学部に編入。
- 後藤道夫 - 哲学者。東京大学理学部卒業後、一橋大学大学院社会学研究科に進学。都留文科大学名誉教授。
- 近藤等則 - ジャズミュージシャン。京都大学工学部から同大学文学部英文科に編入。
- 佐伯胖 - 心理学者、Ph.D.。慶應義塾大学工学部管理工学科卒、ワシントン大学大学院心理学専攻、博士課程修了。東京大学名誉教授。
- 佐々木宏夫 - 経済学者。信州大学理学部数学科から一橋大学大学院経済学研究科に進学。早稲田大学名誉教授。
- 堺屋太一 - 作家、評論家。元経済官僚。東京大学理科Ⅰ類から工学部建築学科に進学後、経済学部に転学部し卒業。
- 佐藤方哉 - 心理学者。慶應義塾大学医学部予科から同文学部に進む。慶應義塾大学名誉教授。
- 塩田元規 - 起業家。横浜国立大学工学部電子情報工学科卒業後、一橋大学大学院商学研究科に進学。アカツキ共同創業者。
- 柴田翔 - 作家。東京大学工学部から同大学文学部独文科に編入。
- 柴田南雄 - 作曲家。東京大学理学部植物学科を卒業後、東京大学文学部美学美術史学科に学士入学。
- 島薗進 - 宗教学者。東京大学理科三類に入学するも医学部への進学を選ばず文学部宗教学・宗教史学科卒業。東京大学名誉教授。
- 澁澤龍彦 - 作家、仏文学者。旧制浦和高校理乙から文甲に編入。
- 柴田錬三郎 - 作家。慶應義塾大学医学部予科から同文学部予科に転じる。
- 白井美由里 - 商学者。カリフォルニア大学サンタクルーズ校応用数学専攻卒業後、明治大学大学院経営学研究科に進学。慶應義塾大学教授。
- 城山三郎 - 作家。1945年、愛知県立工業専門学校（現・名古屋工業大学）に入学。理工系学生であったため徴兵猶予になるも海軍に志願入隊。海軍特別幹部候補生として特攻隊である伏龍部隊に配属になり訓練中に終戦を迎えた。1946年、東京商科大学（現・一橋大学）予科入学。
- 鈴木孝夫 - 言語学者。慶應義塾大学医学部予科から同文学部に進む。慶應義塾大学名誉教授。
- 須崎慎一 - 歴史学者。北海道大学医学部中退、早稲田大学第一文学部卒業、一橋大学大学院社会学研究科単位取得。
- すぎやまこういち - 音楽家。東京大学理科II類へ入学。3年次になってから教育学部教育心理学科へ進んだ。
- ケーシー高峰 - コメディアン、俳優。日本大学医学部から同芸術学部に転部。
- 高橋洋一 - 政策学者。東京大学理学部数学科卒業後、東京大学経済学部に学士入学。嘉悦大学教授。
- 谷真 - 実業家。関東学院大学工学部入学後、経済学部に転部。すかいらーくホールディングス会長兼社長。
- 出口裕弘 - 作家、仏文学者。旧制浦和高校理乙から文甲に編入。
- 戸坂潤 - 哲学者。旧制一高理科から京都大学哲学科に進む。
- 時子山和彦 - 経済学者。早稲田大学第一理工学部から一橋大学大学院経済学研究科に進む。
- 豊田有恒 - 作家。慶應義塾大学医学部を中退（一度も進級できぬまま留年を繰り返し、放校処分）し、武蔵大学経済学部に進む。
- 中沢新一 - 宗教学者。東京大学理科二類から同大学文学部に進む。
- 中島陟 - 都市計画家、武蔵野鉄道(後の西武鉄道)取締役、国土計画興業社長。東京物理学校卒業後、宮内省に勤務し、東京外国語学校 (現東京外国語大学) 専修科独逸語部に進学。
- 新納克己 - 外交官。東京帝国大学工学部卒業後、東京帝国大学法学部に進学。
- 野村真理 - 歴史学者。埼玉大学理学部から一橋大学大学院社会学研究科に進学。
- 野口悠紀雄 - 経済学者。東京大学工学部卒業。イェール大学にて、Ph.D（経済学博士号）を取得。
- 堀辰雄 - 作家。旧制一高理乙から東京大学文学部国文学科に進む。
- 村松剛 - 文芸評論家。旧制一高理科から東京大学文学部仏文学科に進む。
- 樋口直人 - 社会学者。気象大学校を中退し、一橋大学社会学部を卒業。早稲田大学教授。
- 平尾貴四男 - 作曲家。慶應義塾大学医学部から同文学部に転入し卒業。
- 古林尚 - 文芸評論家。旧制姫路高校理科から早稲田大学露文学科に進む。
- 南博 - 社会心理学者。東京帝国大学医学部を中退し、京都帝国大学文学部哲学科を卒業。
- 横道萬里雄 - 能楽研究者。東京帝国大学理学部動物学科卒業後、同文学部国文科に学士入学し卒業。
- 三浦瑠麗 - コメンテーター、エッセイスト。東京大学農学部卒業後、東京大学大学院法学政治学研究科に進学。